# Gometra
Gometra (in gaelico scozzese: Gòmastra, pron. /ˈkoːməs̪t̪ɾə/; 1,6 km²) è un'isola sull'Oceano Atlantico della Scozia nord-occidentale, facente parte dell'arcipelago delle isole Ebridi Interne e dell'area amministrativa dell'Argyll e Bute. È la seconda isola per superficie dell'arcipelago di Staffa..

## Etimologia
Il nome dell'isola deriva dal toponimo antico nordico Goðr Maðr Ey, che significa "isola dell'uomo di Dio".

## Geografia
Gometra si trova nel Loch Staffa, poco ad ovest dell'isola di Ulva.

## Geologia
L'isola si formò circa 60 milioni di anni fa, grazie alle eruzioni associate alle creazione dell'Oceano Atlantico settentrionale.

## L'isola di Gometra nella cultura di massa
- Il nome dell'isola ha ispirato quello di una celebre imbarcazione, la "Gometra", la cui costruzione fu commissionata nel 1925 dall'ammiraglio James Farie ad Alfred Mylne [4]